# Catedral de Trípoli

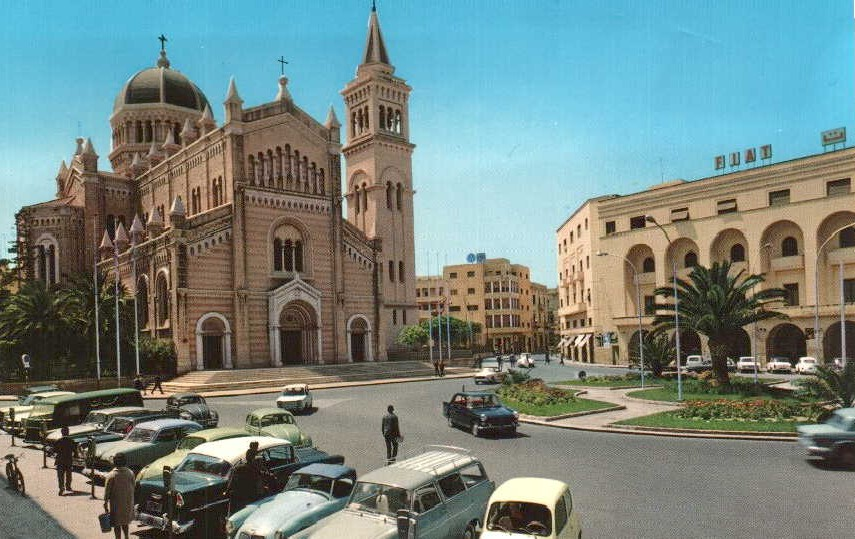
La catedral en la década de los años 1960

La Catedral de Trípoli fue una catedral católica en Trípoli, capital de Libia, localizada en la Plaza Argelia/Elgazayer -Maidan al Jazair /Maydan elgazayer en el centro de la ciudad. Fue la sede del vicariato apostólico de Trípoli.

## Historia
La catedral fue oficialmente abierta en 1928 y quien contribuyó al diseño del interior y decoración fue el artista libio Othman Nejem. Es la segunda iglesia católica en la ciudad, la primera fue Santa María de los Ángeles, construida por la comunidad maltesa en 1870.

## Conversión en una mezquita
En 1970 la catedral fue convertida en la mezquita -templo musulmán- de la Plaza Maidan al Jazair (en árabe: جامع ميدان الجزائر), después de ser modificada y perdió gran parte de su arquitectura original.